# Guerre de Quarante Ans
Cette page contient des caractères spéciaux ou non latins. S’ils s’affichent mal (▯, ?, etc.), consultez la page d’aide Unicode.
La guerre de Quarante Ans est un conflit militaire ayant opposé  de 1385 à 1424 le royaume d'Ava de Haute-Birmanie, parlant birman, et le royaume d'Hanthawaddy de Basse-Birmanie, qui parlait môn. Elle se déroula en deux temps, de 1385 à 1391 et de 1404 à 1424, et fut interrompue par deux trêves, une de 1391 à 1404 et la seconde de 1406 à 1407. Le théâtre des opérations fut principalement l'actuelle Basse-Birmanie, ainsi que la Haute-Birmanie, l'Arakan et les États Shans. La guerre se conclut par un statu quo : le royaume d'Hanthawaddy conserva son indépendance et le royaume d'Ava renonça à reconstituer le royaume de Pagan.

## Résumé

### Première période
Swasawke, roi d'Ava, lança les hostilités en envahissant le royaume d'Hanthawaddy, alors en proie à une crise de succession. Mais le nouveau roi Razadarit, aidé de généraux compétents, Lagun Ein et Emuntaya, repoussa les nombreuses invasions d'Ava. En 1391, Ava dut accepter une trêve, qui dura jusqu'en 1404.

### Seconde période
Razadarit profita à son tour d'une crise de succession pour remonter l'Irrawaddy et envahir la Haute-Birmanie en 1404. Ava résista et Razadarit et Minkhaung I conclurent une autre trêve en 1406. Mais celle-ci dura peu, car le royaume d'Ava s'empara dans l'année des états shans de Kale et Mohnyin dans le nord, et surtout de l'Arakan, au bord de l'océan Indien. Cette expansion était inquiétante pour Hanthawaddy, qui reprit le combat. En 1407, ses forces expulsèrent celles d'Ava de l'Arakan, tandis qu'elles trouvaient un allié en Theinni (Hsenwi), un état shan lui aussi inquiet des ambitions d'Ava.
Entre 1407 et 1413, Ava fut en guerre sur trois fronts : contre Theinni dans le nord, en Arakan dans l'ouest et contre Hanthawaddy dans le sud. Néanmoins, en 1413, ses armées, commandées par le prince héritier Minyekyawswa, semblaient prendre le dessus. Minyekyawswa vainquit l'armée envoyée par les Ming au secours de Theinni ; en 1414 il envahit le delta de l'Irrawaddy, obligeant en 1415 Razadarit à fuir sa capitale Pégou pour Martaban. Mais il fut tué en mars 1417,.

### Fin de la guerre
Après la mort de Minyekyawswa, l'enthousiasme et les moyens commencèrent à faire défaut aux deux belligérants. Les deux campagnes suivantes (1417-1418 et 1423-1424) furent menées avec moins d'énergie. En 1422, les rois Minkhaung I et Razadarit moururent à quelques mois d'intervalle. En 1423, le nouveau roi d'Ava, Thihathu envahit encore une fois la Basse-Birmanie au moment de la succession d'Hanthawaddy. Le prince héritier Binnya Ran I fit finalement la paix avec lui en lui donnant sa sœur aînée Shin Sawbu en mariage. Les forces d'Ava se retirèrent en 1424, ouvrant un siècle de paix relative entre les deux royaumes.